# 宇佐美斉
宇佐美 斉（うさみ ひとし、1942年9月15日 - ）は、日本のフランス文学者。京都大学名誉教授。専門はランボーなどのフランス詩だが、日本の詩についても論じる。

## 来歴・人物
愛知県名古屋市出身。1961年愛知県立旭丘高等学校卒業。1965年京都大学文学部仏文科卒。1967年同大学院修士課程修了、関西学院大学文学部助手、専任講師、助教授を経て、1980年京都大学人文科学研究所助教授。1990年、『落日論』で和辻哲郎文化賞受賞。1993年教授、2006年定年退職し名誉教授。

## 著書
- 『詩と時空 宇佐美斉評論集』深夜叢書社 1974
- 『ランボー私註』国文社 1979
- 『立原道造』筑摩書房「近代日本詩人選17」1982、新装版2006
- 『落日論』筑摩書房 1989
- 『フランス・ロマン主義と現代』筑摩書房（京都大学人文科学研究所研究報告）1991
- 『詩人の変奏 ことばと生のあいだ』小沢書店 1992
- 『太陽の記憶』淡交社 1994。佐藤旭写真
- 『フランス詩道しるべ』臨川書店 1997
- 『作家の恋文』筑摩書房 2004
- 『中原中也とランボー』筑摩書房 2011
- 『清岡卓行の円形広場』思潮社 2016
- 『小窓の灯り　わたしの歩いた道』編集工房ノア 2024

### 編著
- 『象徴主義の光と影』ミネルヴァ書房 1997
- 『アヴァンギャルドの世紀』京都大学学術出版会 2001
- 『日仏交感の近代 文学・美術・音楽』京都大学学術出版会 2006
- 『清岡卓行論集成』岩阪恵子共編 勉誠出版 2008 - 2冊組で作家・作品論集
- 『立原道造全集』全5巻、筑摩書房 2010年完結。編集委員

### 翻訳
- フェルナンド・アラバール『鰯の埋葬・バビロンの邪神』白水社 1974（新しい世界の文学）
- 『素顔のランボー ドラエー/イザンバール/マチルド/イザベルの回想と証言』白水社 1978 / 改訂 筑摩叢書 1991
- 『アルチュール・ランボー詩集』全2冊 臨川書店 1992
- 『エリュアール詩集』小沢書店 1994（双書・20世紀の詩人）
- 『ランボー全詩集』ちくま文庫 1996

## 参考
- 「宇佐美齊教授略歴・著作目録」『人文學報』第103巻、京都大學人文科學研究所、2013年3月、155-168頁、CRID 1390853649773938304、doi:10.14989/189479、hdl:2433/189479、ISSN 0449-0274。
- 京大文学部の50年